# Sant’Agata sul Santerno
Sant’Agata sul Santerno ist eine italienische Gemeinde in der Provinz Ravenna in der Region Emilia-Romagna.

## Lage und Einwohner
Sie liegt etwa 40 km östlich von Bologna und ca. 25 km westlich von der Provinzhauptstadt Ravenna am Fluss Santerno. Die Gemeindefläche beträgt 9,5 km² und hat 2852 Einwohner (Stand 31. Dezember 2023). 
Ihre Nachbargemeinden sind Lugo und Massa Lombarda.